# Jacques Kaufmann
Pour les articles homonymes, voir Kaufmann.
Jacques Kaufmann, né en 1945 à Paris, est un journaliste et écrivain français.

## Biographie
Jacques Kaufmann est le fils de Pierre Kaufmann et Jacqueline Kaufmann-Rochard. Après des études de lettres (khâgne à Louis le Grand, puis maîtrise de langue et de littérature allemande), il a travaillé pendant de nombreuses années à l'Agence France-Presse, notamment en Amérique latine, ou il couvre le régime militaire chilien, et la guerre civile du Salvador, ainsi qu'en Afrique où il couvre la guerre du Biafra. Il est cité dans Le monde en direct, une histoire de l'AFP publiée en 2014 par Xavier Baron aux Editions de la Découverte.
Jacques Kaufmann  a publié plusieurs ouvrages qui ont fait date sur le terrorisme international (L'internationale Terroriste, Presses de la cité) ainsi que sur l'organisation séparatiste basque ETA (Mourir au pays basque, Plon). Il a également publié divers thrillers inspirés de son expérience aeronautique. Il est  titulaire d'une qualification de vol aux instruments (IFR) et a accumulé près de 1000 heures de vol.
L'un de ses thrillers, Les Cierges de l'apocalypse, commencé avant le 11 septembre, décrivait par le menu la progression d'un commando islamique vers l'Espagne. Il a été traduit par les éditions Aurea (Aurea editores) de Barcelone sous le titre Viernes de sangre et a été considéré par le quotidien madrilène El Pais comme l'un des 13 ouvrages les plus marquants de la Semaine Noire de Barcelone.
Son dernier livre El lobo, publié aux éditions de l'Archipel à Paris, est une fiction autour des mystérieux transferts de fonds et d'argent que le dauphin d'Hitler, Martin Bormann, aurait organisé à la fin de la guerre en direction de l'Amérique du Sud. Selon divers auteurs, le couple Peron se serait emparé du magot.
Beaucoup de ses personnages sont d'anciens agents de la Stasi, notamment dans Vengeance à l'Est.

## Ouvrages
- Angola, Indépendance empoisonnée (Sous le pseudonyme de Georges Lecoff). Presses de la cité. (1976)  — traduit en espagnol.
- Mourir au pays basque. Le combat impitoyable de l'ETA. Plon. (1976)
- L'internationale terroriste. Plon. (1977).  — traduit en espagnol.
- Les cierges de l'apocalypse. Cheminements. (2002)
- Fréquence Crash (avec René Baldy). Cheminements .(2002)
- Vengeance à l'Est. Cheminements. (2004)
- Otages des Andes. Altipresse. (2006)
- Viernes de Sangre. Aurea editores. Barcelona. (2007)
- El Lobo. L'Archipel. Paris. 2008.

## Publications
1. ↑  BNF 11909497.
2. ↑  https://www.jstor.org/stable/41097596?seq=1.